# Różaniec (Braniewo)
Różaniec (deutsch Rosenort) ist ein Ort in der polnischen Woiwodschaft Ermland-Masuren. Er gehört zur Landgemeinde Braniewo (Braunsberg) im Powiat Braniewski (Kreis Braunsberg).

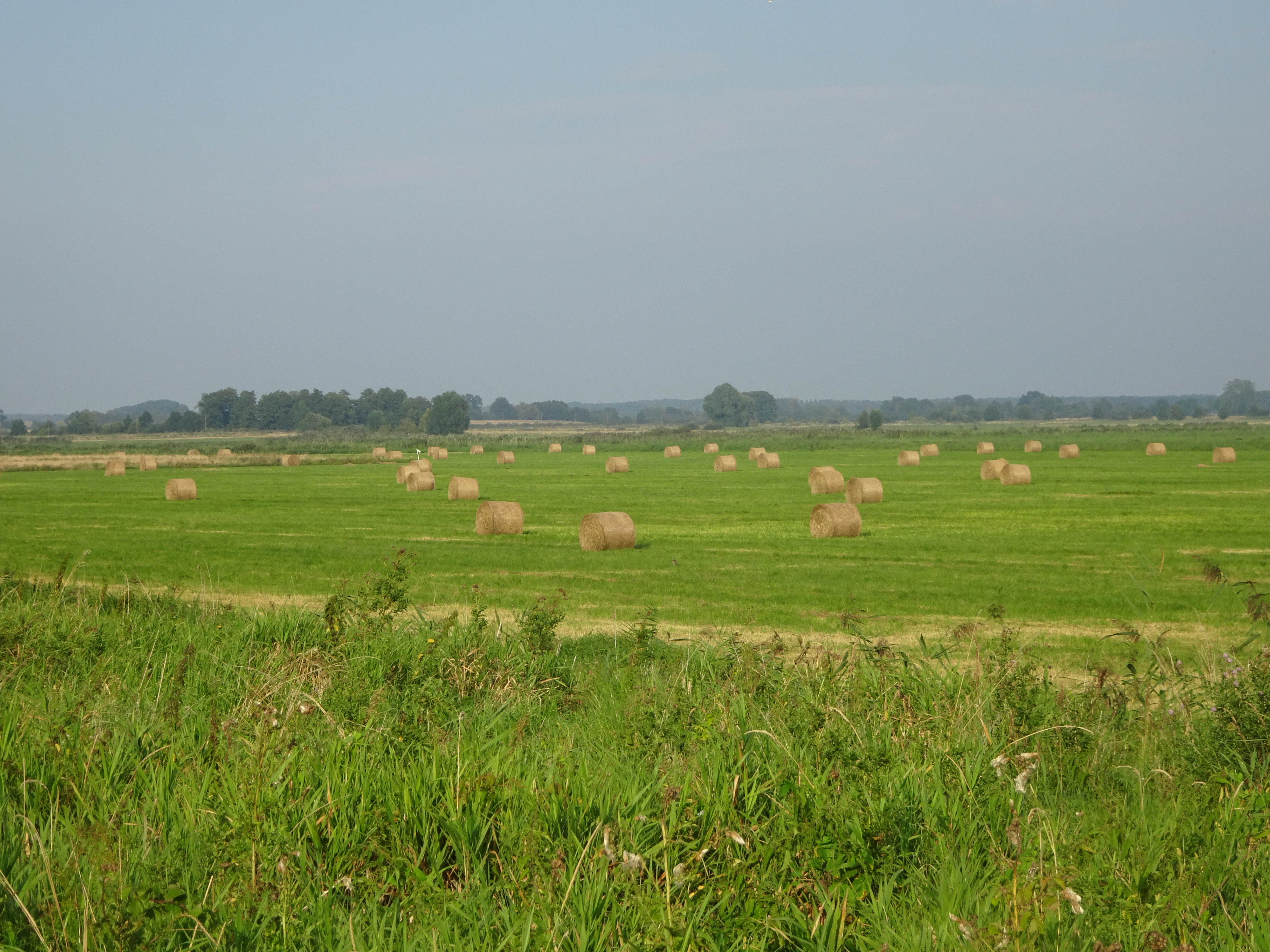
Weitläufige Landschaft bei Różaniec am Haff

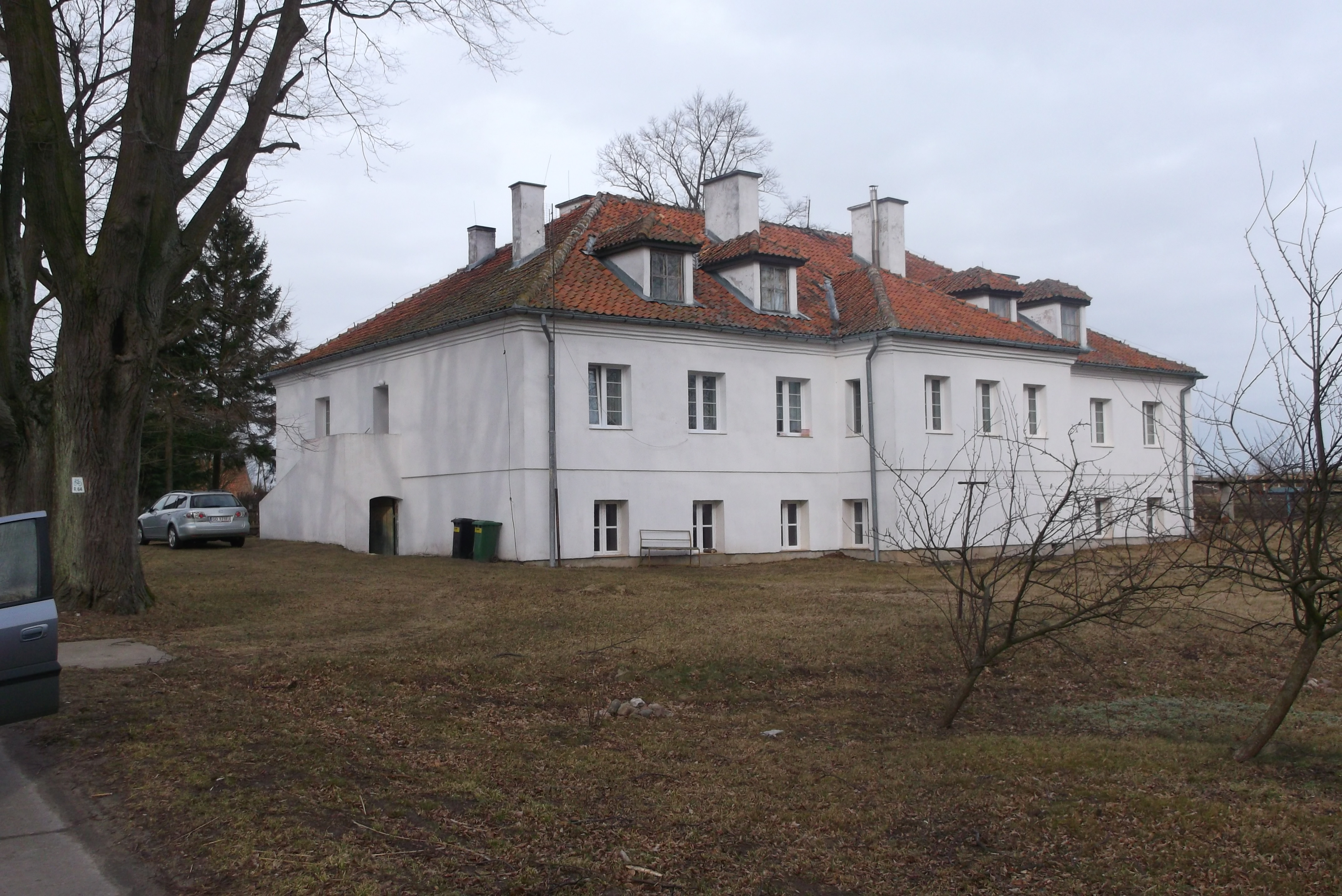
Ehemaliges Gutshaus Rosenort in Różaniec

## Geographische Lage
Różaniec liegt am östlichen Ufer des Frischen Haffs (polnisch Zalew Wiślany) im Nordwesten der Woiwodschaft Ermland-Masuren, sieben Kilometer westlich der Kreisstadt Braniewo (Braunsberg).

## Geschichte
Das noch bis vor 1785 Rosenorth geschriebene Gutsdorf wurde bereits 1317 erstmals urkundlich erwähnt. Als im Jahre 1874 der Amtsbezirk Klenau (polnisch Klejnowo) im ostpreußischen Kreis Braunsberg, Regierungsbezirk Königsberg, errichtet wurde, wurde der Gutsbezirk Rosenort einbezogen. 76 Einwohner zählte Rosenort im Jahre 1910.
Im Jahre 1928 verlor Rosenort seine Eigenständigkeit und wurde zusammen mit dem dazugehörigen Vorwerk Schwarzdamm (polnisch Czarna Grobla) in die Landgemeinde Klenau (Klejnowo) eingegliedert.
Im Jahre 1945 fiel das gesamte südliche Ostpreußen in Kriegsfolge an Polen. Rosenort erhielt in diesem Zusammenhang die polnische Namensform „Różaniec“ und ist heute eine Ortschaft innerhalb der Gmina Braniewo (Landgemeinde Braunsberg) im Powiat Braniewski (Kreis Braunsberg), von 1975 bis 1998 der Woiwodschaft Elbląg, seither der Woiwodschaft Ermland-Masuren zugehörig.

## Religion
In Różaniec gibt es eine kleine Kapelle. Das Dorf gehört heute wie Rosenort bereits vor 1945 zur römisch-katholischen Kirche in der Stadt Braniewo, die seit 1992 dem Erzbistum Ermland zugeordnet ist. Außerdem war Rosenort bis 1945 in die evangelische Kirche Braunsberg in der Kirchenprovinz Ostpreußen der Kirche der Altpreußischen Union eingepfarrt, und gehört heute zur Diözese Masuren der Evangelisch-Augsburgischen Kirche in Polen.

## Verkehr
Różaniec liegt am Endpunkt einer Nebenstraße, die von Ułowo (Auhof) über Cielętnik (Kälberhaus) dorthin führt. Eine Bahnanbindung besteht nicht.